# 단추

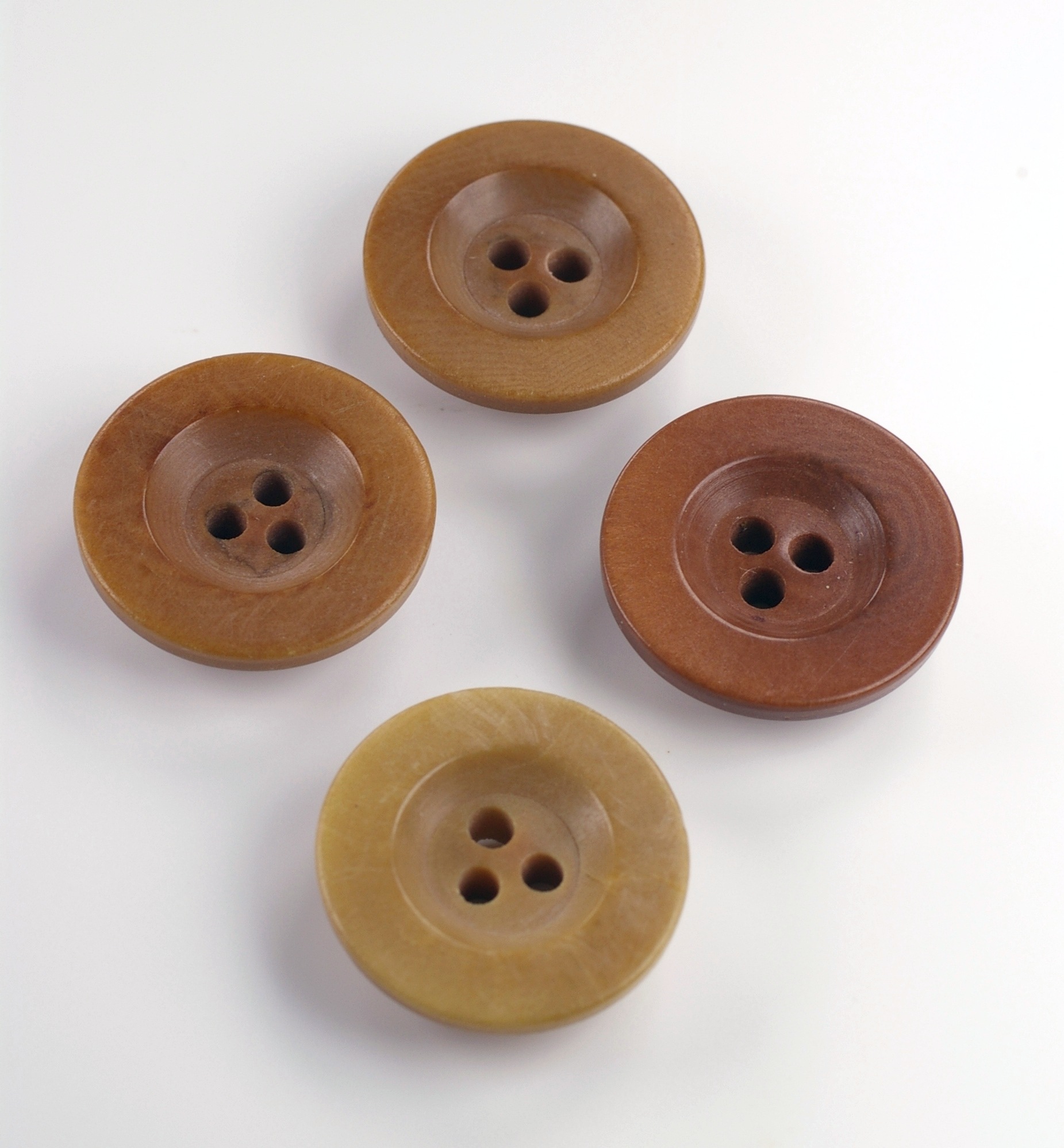
단추

단추는 의류, 가방, 신발 등 고정 도구로 사용되는 물건이다. 옷 따위의 두 폭이나 두 짝을 한데 붙였다 떼었다 하는 도구이다. 옷고름이나 끈 대신 사용한다. 한쪽에 달아 구멍에 끼우거나 수단추를 암단추에 끼우는 형태가 있다.
13세기 독일에서 처음으로 옷을 묶는 단추 구멍이 있는 기능 버튼이 등장했다.